# Invasion soviétique de la Géorgie

Carte des frontières du territoire, qui a été proposée par la délégation géorgienne à la Conférence de paix de Paris de 1919 pour inclusion dans la République démocratique géorgienne, ainsi que les territoires qui, après 1921, font partie des États voisins.

L’invasion soviétique de la Géorgie, également connue sous le nom de guerre soviéto-géorgienne, est une offensive militaire des armées de la Russie soviétique menée du 15 février au 17 mars 1921 contre les Forces armées géorgiennes et qui vise à renverser le gouvernement social-démocrate de la République démocratique de Géorgie dans le contexte de la guerre civile russe.

## Contexte historique

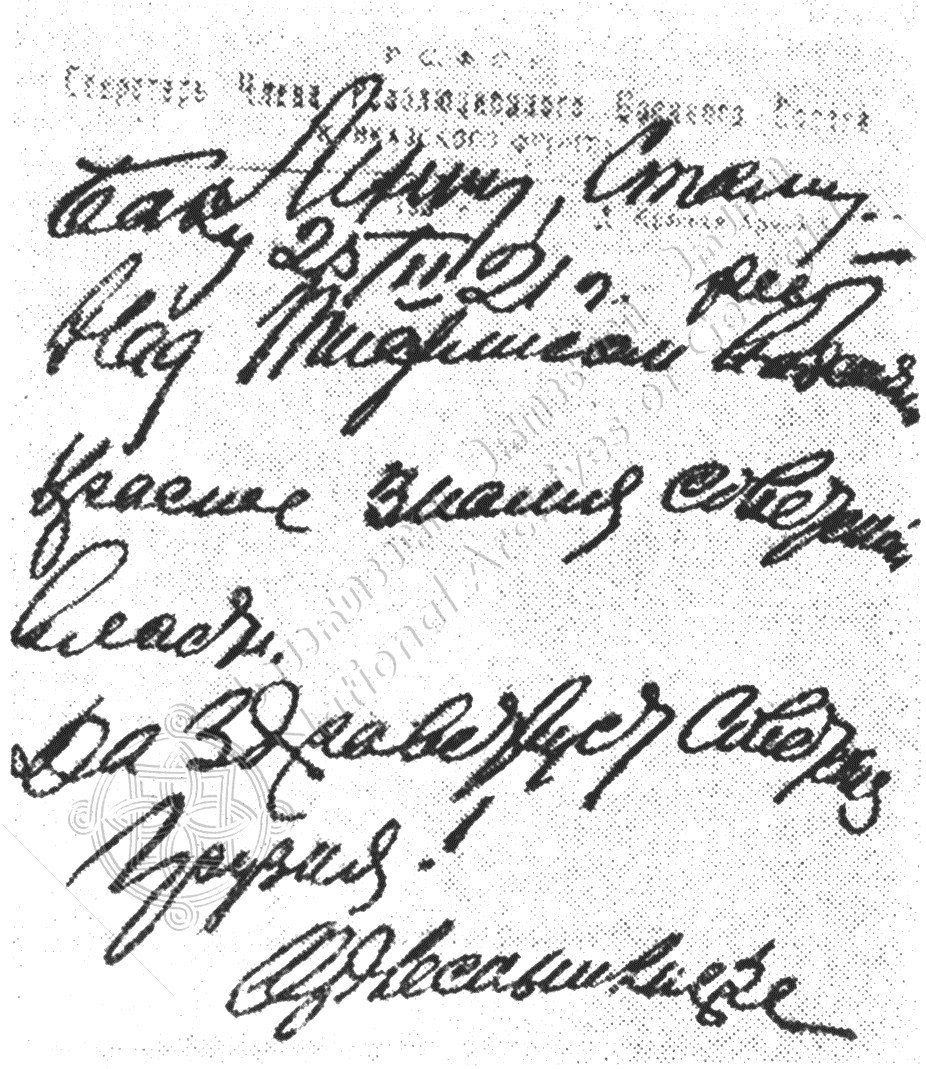
Télégramme envoyé par Sergo Orjonikidze à Lénine et Staline le jour de l'occupation de Tbilissi, de la Géorgie, le 25 février 1921

Le conflit est le résultat de la politique expansionniste des Soviétiques, qui a pour but de contrôler les anciens territoires de l'Empire russe, ce dernier ayant succombé aux événements turbulents de la Première Guerre mondiale et de la révolution bolchévique. Les bolchéviques géorgiens ne disposent pas d'un soutien suffisant dans leur pays natal pour s'emparer du pouvoir sans intervention étrangère,.
L'indépendance de la République démocratique de Géorgie avait été reconnue par la Russie dans un traité signé le 7 mai 1920. L'invasion n'est pas unanimement soutenue à Moscou, mais sous la pression de Joseph Staline et de Grigory Ordjonikidzé (tous deux Soviétiques d'origine géorgienne), Lénine donne son accord le 14 février 1921 sous prétexte de soutenir les paysans et les travailleurs révolutionnaires géorgiens.

## Déroulement de l'invasion

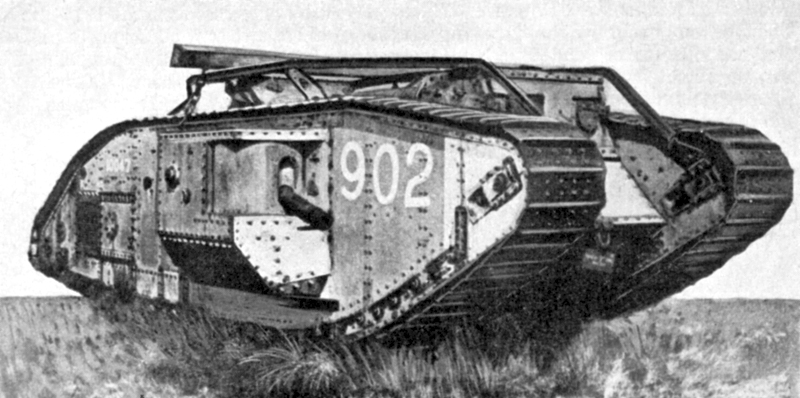
Les chars britanniques Mark V récupérés par l'Armée rouge au cours de la guerre civile russe contribuèrent à leur victoire lors de la bataille de Tiflis.

Les forces soviétiques prennent la capitale géorgienne Tiflis après de violents combats et déclarent la République socialiste soviétique de Géorgie le 25 février 1921. Le pays est totalement envahi dans les trois semaines suivantes, mais le régime soviétique ne sera véritablement établi qu'en septembre 1924. La partie du sud-ouest la Géorgie fut quant à elle occupée par la Turquie, ce qui menaça de développer une crise diplomatique entre Moscou et Ankara, conduisant à d'importantes concessions territoriales par les Soviétiques à la Turquie dans le traité de Kars, contrairement aux dispositions adoptées à la Conférence de la paix de Paris. Le gouvernement de la République démocratique de Géorgie s'exile d'abord à Constantinople, puis définitivement à Leuville-sur-Orge en France. 

## Conséquences
Des révoltés géorgiens à l'occupation soviétique se regrouperont dans le Comité pour l'indépendance de la Géorgie et lanceront une insurrection en août-septembre 1924, connue sous le nom de « soulèvement d'août » mais celle-ci s'avèrera infructueuse et sévèrement réprimée par les autorités soviétiques. 
Le pays voit l'instauration de la République socialiste soviétique de Géorgie qui est placée sous l'égide de Moscou et qui durera jusqu'en 1990, date du retour à l'indépendance de la Géorgie à la suite de l'effondrement de l'URSS.
Le 21 juillet 2010, le Parlement géorgien décrète le 25 février comme jour férié afin de commémorer l'occupation soviétique et les centaines de milliers de victimes des répressions politiques qui en découlèrent, votant en faveur de l'initiative du gouvernement de Mikheil Saakachvili.